# Selišče, Tolmin
Selišče este o localitate din comuna Tolmin, Slovenia, cu o populație de 23 de locuitori.